# 獄門冰磧
74°52′S 163°48′E / 74.867°S 163.800°E
獄門冰磧（Hells Gate Moraine），是南極洲的冰磧，位於維多利亞地的斯科特海岸，處於埃文斯灣，從弗傑泰申島延伸至混亂角，現時由南極條約體系管理。